# Münchner Lernhauskonzept
Das Münchner Lernhauskonzept ist eine Konzeptsammlung für den Neubau von Schulgebäuden, welches die besonderen räumlichen, pädagogischen und personalorganisatorischen Anforderungen von Schulen berücksichtigt. Ein Lernhaus versteht sich räumlich wie organisatorisch als eine „kleine Schule“ innerhalb der großen Schulgemeinschaft, in der mehrere Jahrgangsstufen zusammengefasst werden.

## Ansatz
Das Konzept möchte die architektonisch, pädagogisch und schulorganisatorisch  notwendigen Voraussetzungen für die Umsetzung des rhythmisierten Ganztags und der Inklusion schaffen. Schüler aller Klassenstufen lernen in „Clustern“, die – je nach Schulart – aus mehreren Klassenzimmern, Räumen für die ganztägige Betreuung oder Differenzierung und einem Teamzimmer für Lehrkräfte und pädagogisches Personal bestehen. Diese Räume gruppieren sich um den „Marktplatz“, der die Mitte der Einheit bildet. Dieses Zentrum soll viele Möglichkeiten für Individualisierung, Gruppenarbeiten, Präsentationen oder einfach für Pausen und Entspannung genutzt werden. Das Konzept wurde in München von Rainer Schweppe entwickelt und realisiert.

## Rezeption

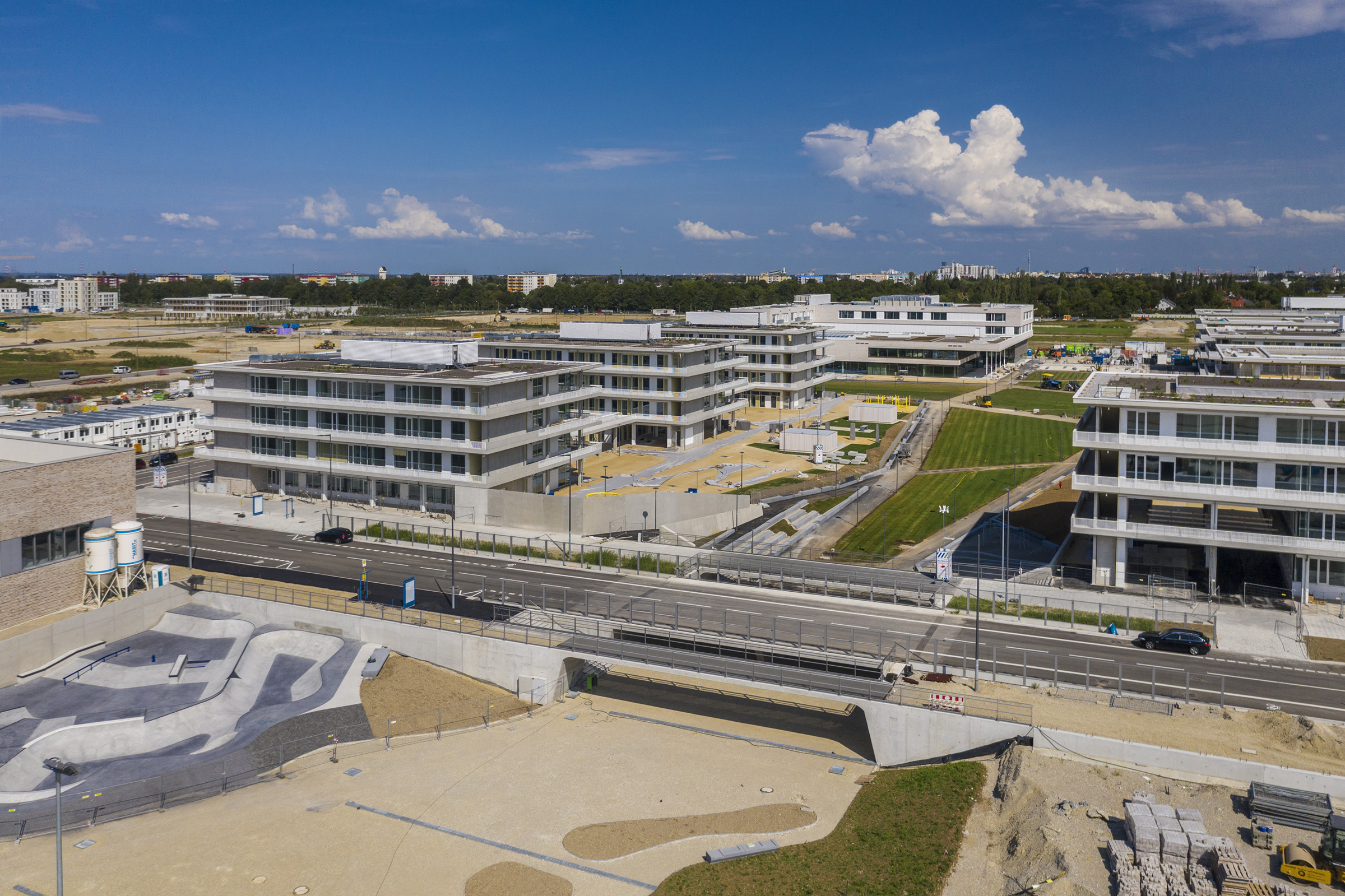
Bildungscampus Freiham

Neben dem theoretischen Konzept werden in einem 2016 erschienenen „Praxisbuch“  praktische Ideen und Hinweise sowie Erfahrungen von Lernhausschulen dargestellt. In diesem „Praxisbuch“ werden keine repräsentativen Studien, sondern lediglich Ansichten und Einzelmeinungen aufgeführt. Dadurch hat das „Praxisbuch“ eher Werbecharakter. Beispiele für bereits realisierte Neubauten nach dem „Münchner Lernhauskonzept“ sind das Gymnasium Trudering und die Grundschule am Ilse-von-Twardowski-Platz. Auch das Gymnasium München-Nord an der Knorrstraße, eine 2016 fertiggestellte Eliteschule des Sports, sowie der Bildungscampus Freiham sind nach dem „Münchner Lernhauskonzept“ realisiert.
Empirische Evaluationen zum Thema „Lernhauskonzept“ liegen – ebenso wie zu traditionellen Schulhauskonzepten – nicht vor. Der Münchner Stadtrat hat im Mai 2015 beschlossen, bei allen Neubauten und umfassenden Sanierungen das Münchner Lernhauskonzept umzusetzen. Aufgrund der Kostensteigerung der Münchner Kita- und Schulbauoffensive, dem größten Bildungsbauprogramm Deutschlands, wurde überprüft, ob im Rahmen des Münchner Lernhauskonzepts Einsparungen möglich sind. Es wurden fünfprozentige Verkleinerungen der nichtpädagogischen Flächen vorgenommen und mit dem ersten Bauprogrammbeschluss für die Münchner Schulbauoffensive bestätigte der Stadtrat einstimmig das Konzept.

## Kritik
Die Gewerkschaft GEW kritisiert 2014 die versuchsweise Einführung einer "Mittleren Führungsebene" an vier Realschulen.